# Bärnstensvippa
Bärnstensvippa (Talinum paniculatum) är en tvåhjärtbladig växtart som först beskrevs av Nikolaus Joseph von Jacquin och fick sitt nu gällande namn av Joseph Gaertner. 
Enligt Catalogue of Life ingår bärnstensvippa i släktet taliner och familjen Talinaceae, men enligt Dyntaxa är tillhörigheten istället släktet taliner och familjen talinumväxter. Arten förekommer tillfälligt i Sverige, men reproducerar sig inte. Inga underarter finns listade i Catalogue of Life.